# Ageletha hemiteles
Espèce
Ageletha hemiteles est une espèce de lépidoptère de la famille des Hepialidae.
On le trouve en Australie notamment en Tasmanie, Victoria et Nouvelle-Galles du Sud.
Sa chenille se nourrit de feuilles d'eucalyptus. 
Il a une envergure d'environ 25 mm.

## Synonyme
- Heliocausta hemiteles